# Jakub Nowakowski
Jakub Tomasz Nowakowski (* 4. prosince 1924 Varšava) je polský zoolog, účastník Varšavského povstání a nezávislý konspirační aktivista během druhé světové války. Po válce pokračoval ve vědecké kariéře a dosáhl hodnosti majora v polské armádě.

## Životopis
Jakub Tomasz Nowakowski navštěvoval před válkou školu Adama Skwarczyńského ve Varšavě a později studoval na státním gymnáziu Tadeusze Czackého. Během německé okupace Polska se připojil k odboji v rámci Zemské armády a bojoval v jednotce Zośka během Varšavského povstání. Byl zajat a držen v německém zajateckém táboře Stalag XI A Altengrabow.
Po návratu do Polska studoval biologii na Univerzitě Mikuláše Koperníka a později na Univerzitě v Poznani. Stal se asistentem na katedře zoologie a svou kariéru završil na Polské akademii věd.

## Osobní život
Je synem malíře Bogdana Nowakowského a Zofie rozené Dydzińské. Jeho sestra, Wanda Janicka, se rovněž účastnila Varšavského povstání. Jeho manželkou byla bioložka Irena Nowakowska.

## Vyznamenání
V roce 2012 byl oceněn křížem Řádu znovuzrozeného Polska, jehož ceremoniál proběhl v roce 2016 při 68. výročí Varšavského povstání. V roce 2019 obdržel medaili Století znovuzískané nezávislosti.